# Orimarga basilobata
Orimarga basilobata là một loài ruồi trong họ Limoniidae. Chúng phân bố ở miền Cổ bắc.